# Sazos
Sazos est  une commune française située dans le sud-ouest du département des Hautes-Pyrénées, en région Occitanie.
Sur le plan historique et culturel, la commune est dans la province du Lavedan, partie sud-occidentale de la Bigorre et constituée d'un ensemble de sept vallées en amont de la ville de Lourdes. Exposée à un climat de montagne, elle est drainée par le ruisseau de Bernazau, le ruisseau du Pont du Sac et par divers autres petits cours d'eau. Incluse dans le Parc national des Pyrénées, la commune possède un patrimoine naturel remarquable composé de sept zones naturelles d'intérêt écologique, faunistique et floristique.
Sazos est une commune rurale qui compte 152 habitants en 2022, après avoir connu un pic de population de 587 habitants en 1806. Elle est dans l'unité urbaine de Luz-Saint-Sauveur..
Ses habitants sont appelés les Sazosiens et les Sazosiennes.

## Géographie

### Localisation
La commune de Sazos se trouve dans le département des Hautes-Pyrénées, en région Occitanie.
Elle se situe à 39 km à vol d'oiseau de Tarbes, préfecture du département, et à 15 km d'Argelès-Gazost, sous-préfecture.
Les communes les plus proches sont : 
Grust (0,8 km), Sassis (0,9 km), Saligos (1,1 km), Vizos (1,2 km), Esquièze-Sère (2,1 km), Luz-Saint-Sauveur (2,3 km), Chèze (2,6 km), Esterre (2,8 km).
Sur le plan historique et culturel, Sazos fait partie de la province historique du Lavedan, partie sud-occidentale de la Bigorre et constitué d'un ensemble de sept vallées en amont de la ville de Lourdes. Historiquement, elle  fait partie de la province de Gascogne, et plus particulièrement du comté de Bigorre. La commune est dans le pays Toy, qui s'étend sur 43 302 hectares des gorges de Pierrefitte au col du Tourmalet et au cirque de Gavarnie,.

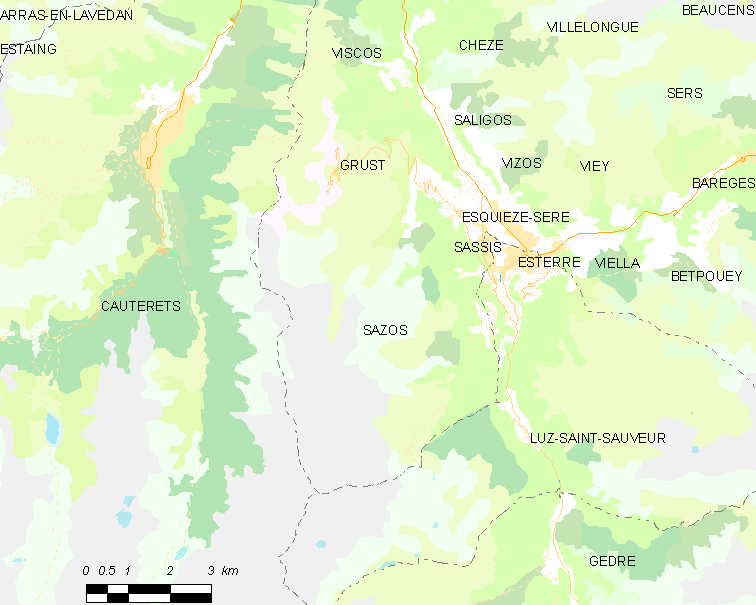
Carte de la commune de Sazos et des proches communes.

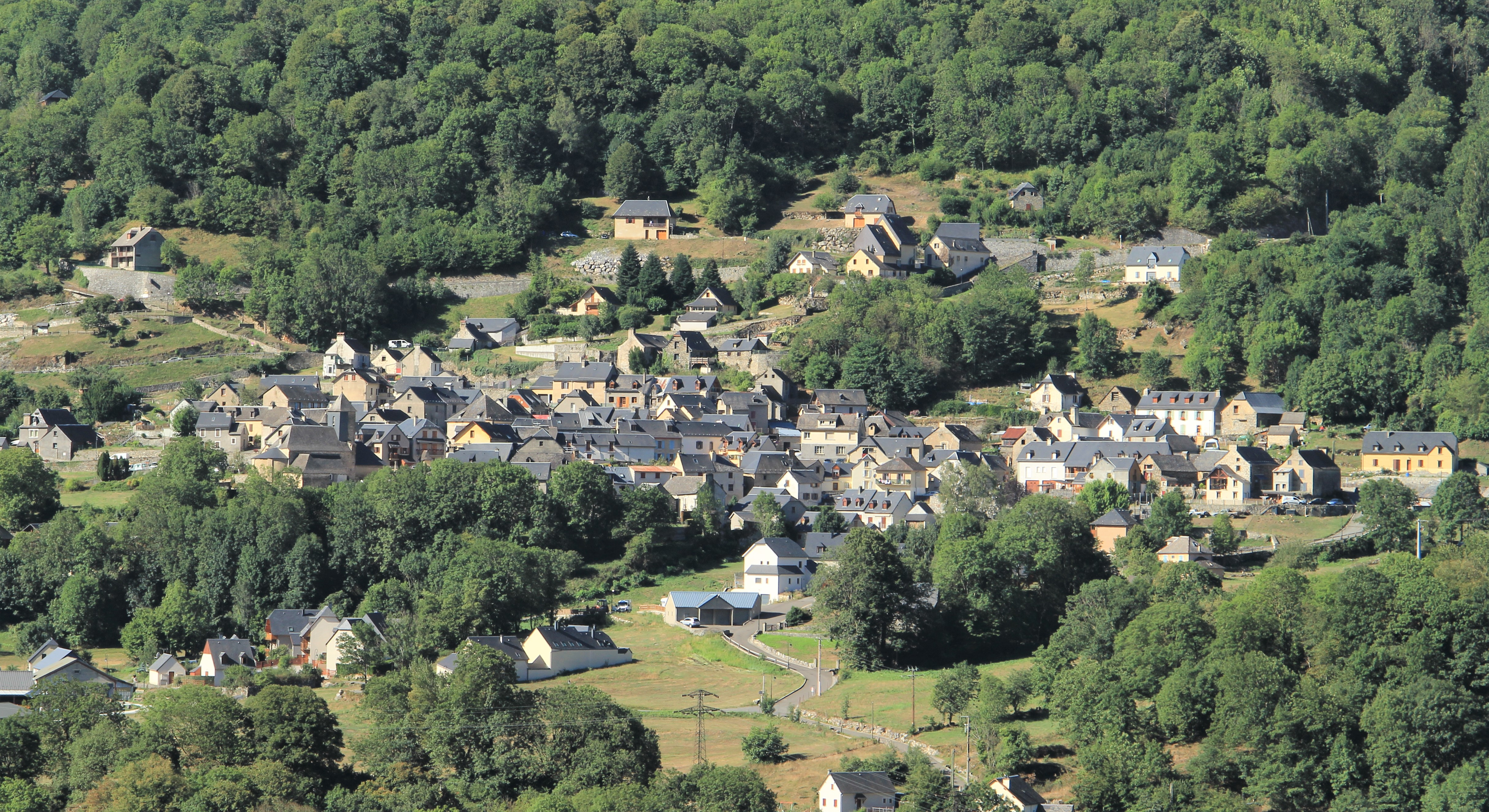
Vue du village.

| Grust     | Viscos, Saligos |                   |
| Cauterets | Sazos           | Sassis            |
|           |                 | Luz-Saint-Sauveur |

### Hydrographie
Les ruisseaux de Lassariou, Mensongé, de Bernazau, d’Anbat  (tous affluents gauche du Gave de Pau) traversent la commune d’ouest en est.

### Climat
Le climat qui caractérise la commune est qualifié, en 2010, de « climat de montagne », selon la typologie des climats de la France qui compte alors huit grands types de climats en métropole. En 2020, la commune ressort du même type de climat dans la classification établie par Météo-France, qui ne compte désormais, en première approche, que cinq grands types de climats en métropole. Pour ce type de climat, la température décroît rapidement en fonction de l'altitude. On observe une nébulosité minimale en hiver et maximale en été. Les vents et les précipitations varient notablement selon le lieu.
Les paramètres climatiques qui ont permis d’établir la typologie de 2010 comportent six variables pour les températures et huit pour les précipitations, dont les valeurs correspondent à la normale 1971-2000. Les sept principales variables caractérisant la commune sont présentées dans l'encadré ci-après.
| Paramètres climatiques communaux sur la période 1971-2000 - Moyenne annuelle de température : 10,3 °C - Nombre de jours avec une température inférieure à −5 °C : 5 j - Nombre de jours avec une température supérieure à 30 °C : 3,3 j - Amplitude thermique annuelle : 13,8 °C - Cumuls annuels de précipitation : 1 202 mm - Nombre de jours de précipitation en janvier : 11 j - Nombre de jours de précipitation en juillet : 9,6 j |

Avec le changement climatique, ces variables ont évolué. Une étude réalisée en 2014 par la Direction générale de l'Énergie et du Climat complétée par des études régionales prévoit en effet que la  température moyenne devrait croître et la pluviométrie moyenne baisser, avec toutefois de fortes variations régionales. Ces changements peuvent être constatés sur la station météorologique de Météo-France la plus proche, « Cauterets - Centre-Ville », sur la commune de Cauterets, mise en service en 1954 et qui se trouve à 7 km à vol d'oiseau,, où la température moyenne annuelle est de 9,9 °C et la hauteur de précipitations de 1 238,2 mm pour la période 1981-2010.
Sur la station météorologique historique la plus proche, « Tarbes-Lourdes-Pyrénées », sur la commune d'Ossun, mise en service en 1946 et à 33 km, la température moyenne annuelle évolue de 12,2 °C pour la période 1971-2000, à 12,6 °C pour 1981-2010, puis à 12,9 °C pour 1991-2020.

### Milieux naturels et biodiversité

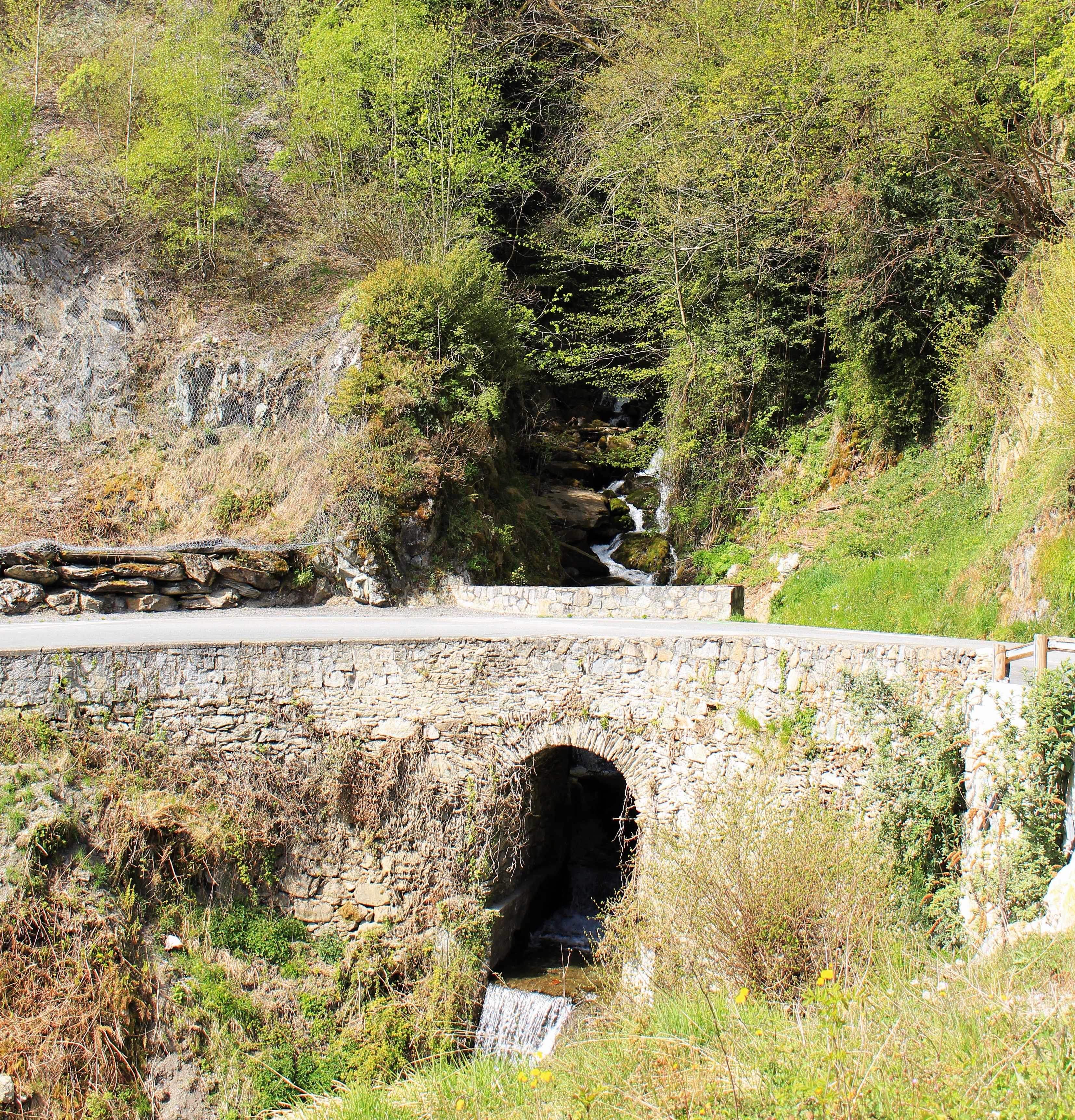
Le pont au-dessus du Ruisseau de Bernazau.

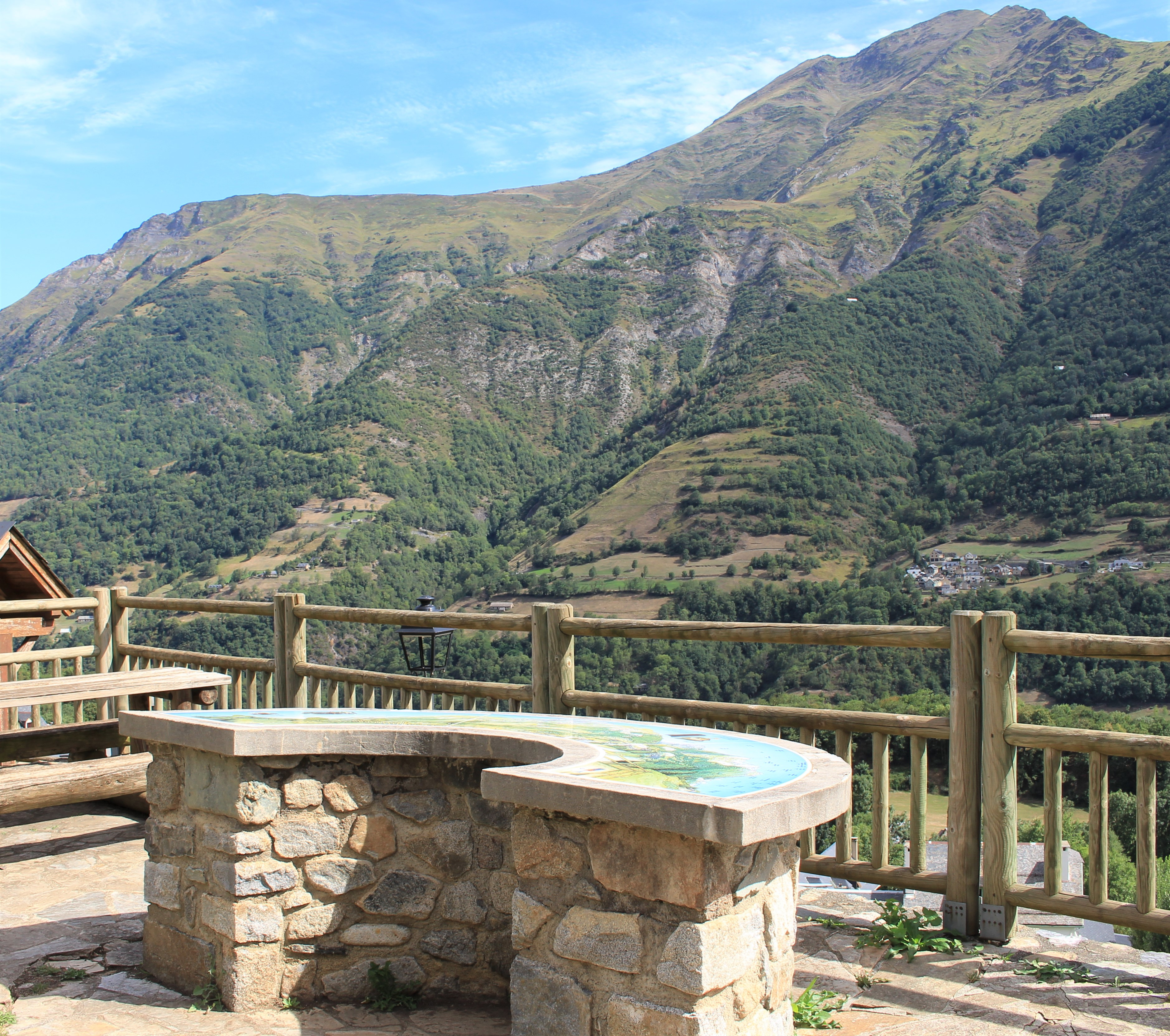
La table d'orientation en 2022.

#### Espaces protégés
La protection réglementaire est le mode d’intervention le plus fort pour préserver des espaces naturels remarquables et leur biodiversité associée,.
Dans ce cadre, la commune fait partie de l'aire d'adhésion du Parc National des Pyrénées. Ce  parc national, créé en 1967, abrite une faune riche et spécifique particulièrement intéressante : importantes populations d’isards, colonies de marmottes réimplantées avec succès, grands rapaces tels le Gypaète barbu, le Vautour fauve, le Percnoptère d’Égypte ou l’Aigle royal, le Grand tétras et le discret Desman des Pyrénées qui constitue l’exemple type de ce précieux patrimoine confié au Parc national et aussi l'Ours des Pyrénées,,.

#### Zones naturelles d'intérêt écologique, faunistique et floristique
L’inventaire des zones naturelles d'intérêt écologique, faunistique et floristique (ZNIEFF) a pour objectif de réaliser une couverture des zones les plus intéressantes sur le plan écologique, essentiellement dans la perspective d’améliorer la connaissance du patrimoine naturel national et de fournir aux différents décideurs un outil d’aide à la prise en compte de l’environnement dans l’aménagement du territoire.
Quatre ZNIEFF de type 1 sont recensées sur la commune :
- le « massif d'Ardiden au Gave de Gavarnie » (3 958 ha), couvrant 6 communes du département[25] ;
- le « massif du Vignemale et vallées du Marcadau, de Gaube et de Lutour » (13 415 ha), couvrant 8 communes du département[26] ;
- le « vallon de Cestrède » (2 292 ha), couvrant 4 communes du département[27] ;
- le « versant est du Viscos » (1 484 ha), couvrant 6 communes du département[28] ;

et trois ZNIEFF de type 2, : 
- la « Haute vallée du Gave de Pau : vallées de Gèdre et Gavarnie » (24 593 ha), couvrant 8 communes du département[29] ;
- le « val d'Azun et haute vallée du Gave de Cauterets » (35 378 ha), couvrant 22 communes dont une dans les Pyrénées-Atlantiques et 21 dans les Hautes-Pyrénées[30] ;
- les « vallées de Barèges et de Luz » (22 843 ha), couvrant 24 communes du département[31].

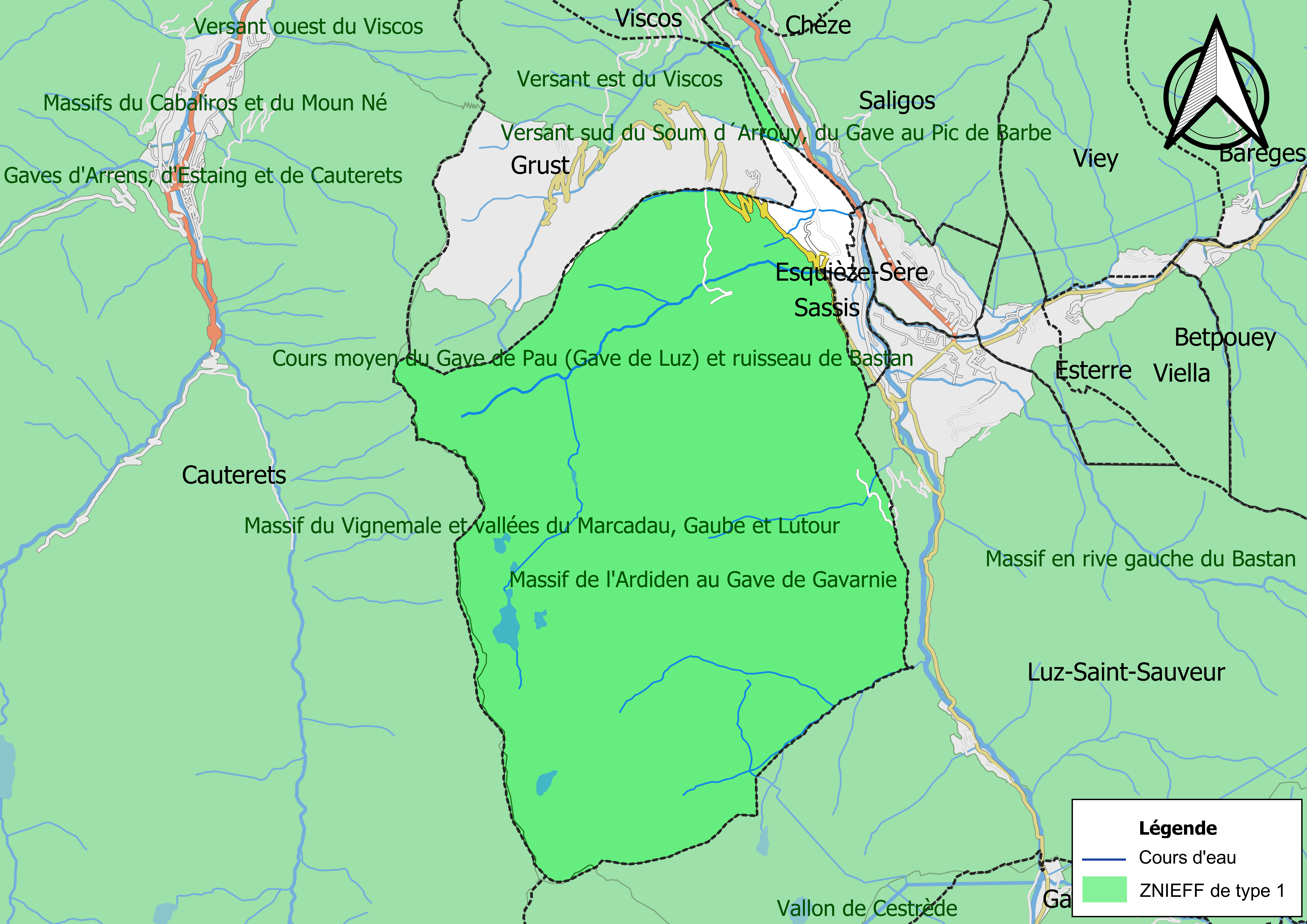
Carte des ZNIEFF de type 1 sur la commune.
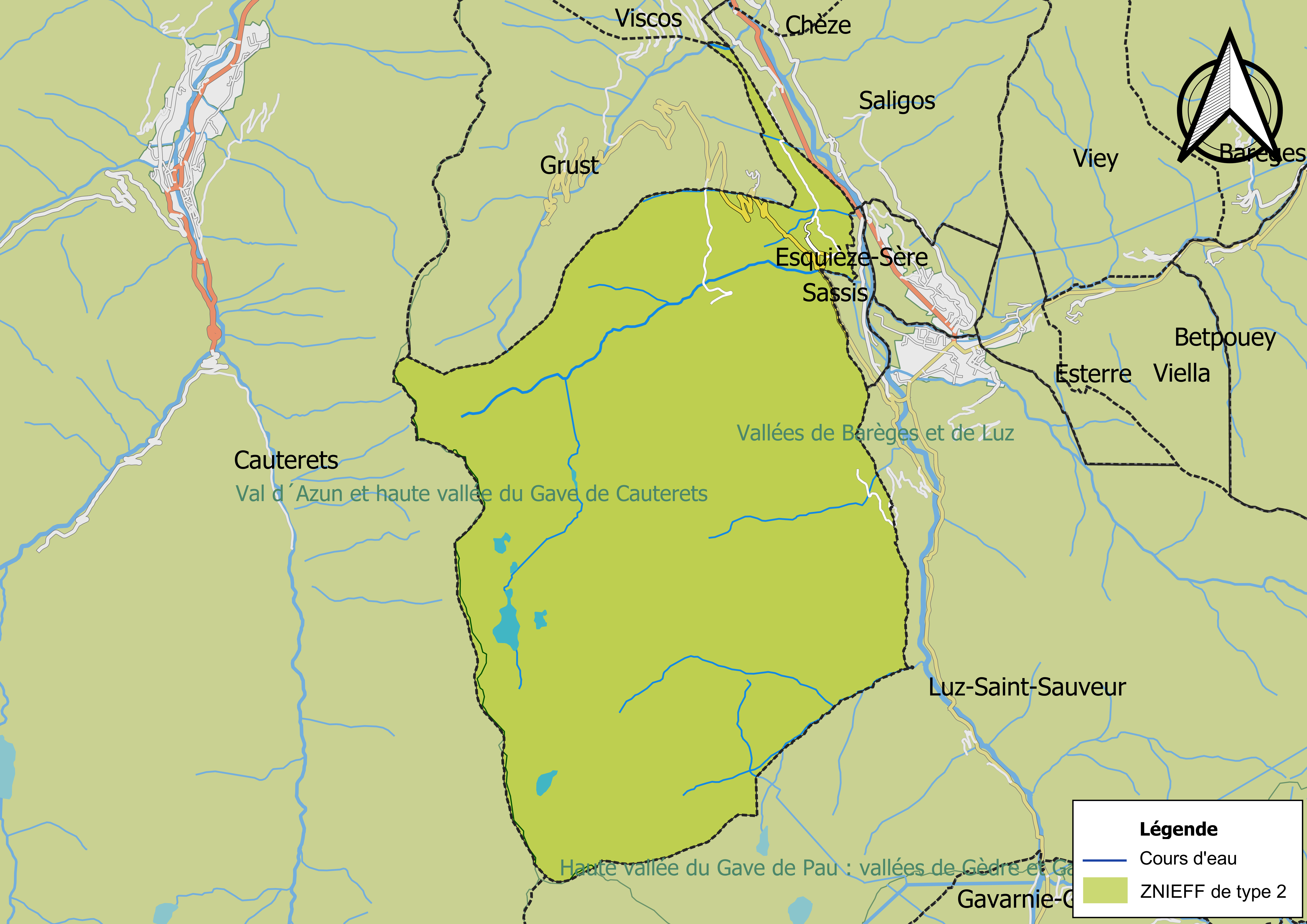
Carte des ZNIEFF de type 2 sur la commune.

## Urbanisme

### Typologie
Au 1er janvier 2024, Sazos est catégorisée commune rurale à habitat dispersé, selon la nouvelle grille communale de densité à sept niveaux définie par l'Insee en 2022.
Elle appartient à l'unité urbaine de Luz-Saint-Sauveur, une agglomération intra-départementale regroupant douze  communes, dont elle est une commune de la banlieue,,. La commune est en outre hors attraction des villes,.

### Occupation des sols
L'occupation des sols de la commune, telle qu'elle ressort de la base de données européenne d’occupation biophysique des sols Corine Land Cover (CLC), est marquée par l'importance des forêts et milieux semi-naturels (94,4 % en 2018), une proportion sensiblement équivalente à celle de 1990 (94,1 %). La répartition détaillée en 2018 est la suivante : 
espaces ouverts, sans ou avec peu de végétation (47,4 %), forêts (24,6 %), milieux à végétation arbustive et/ou herbacée (22,4 %), zones agricoles hétérogènes (4,5 %), prairies (1,1 %).
L'IGN met par ailleurs à disposition un outil en ligne permettant de comparer l’évolution dans le temps de l’occupation des sols de la commune (ou de territoires à des échelles différentes). Plusieurs époques sont accessibles sous forme de cartes ou photos aériennes : la carte de Cassini (XVIIIe siècle), la carte d'état-major (1820-1866) et la période actuelle (1950 à aujourd'hui).

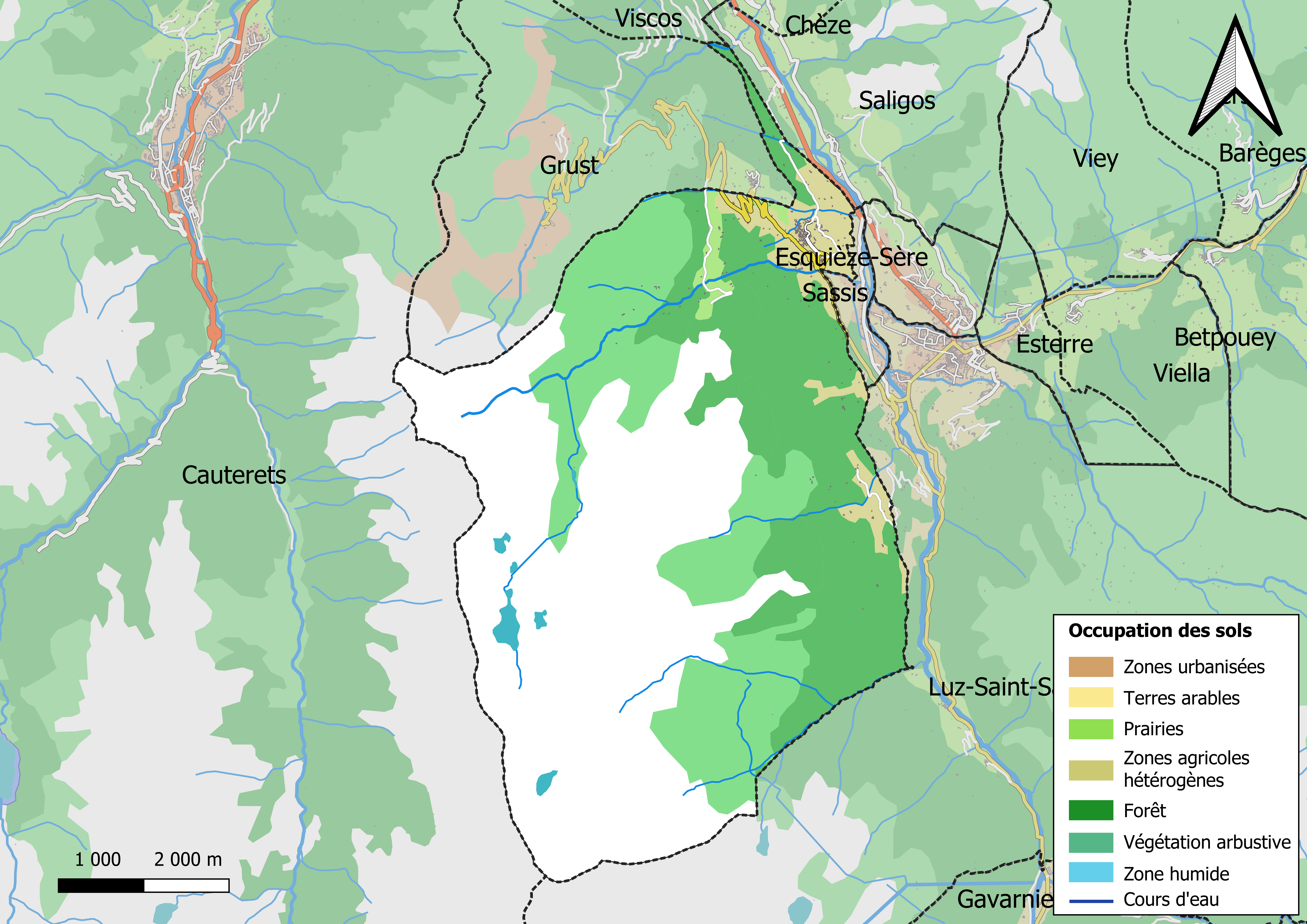
Carte des infrastructures et de l'occupation des sols en 2018 (CLC) de la commune.
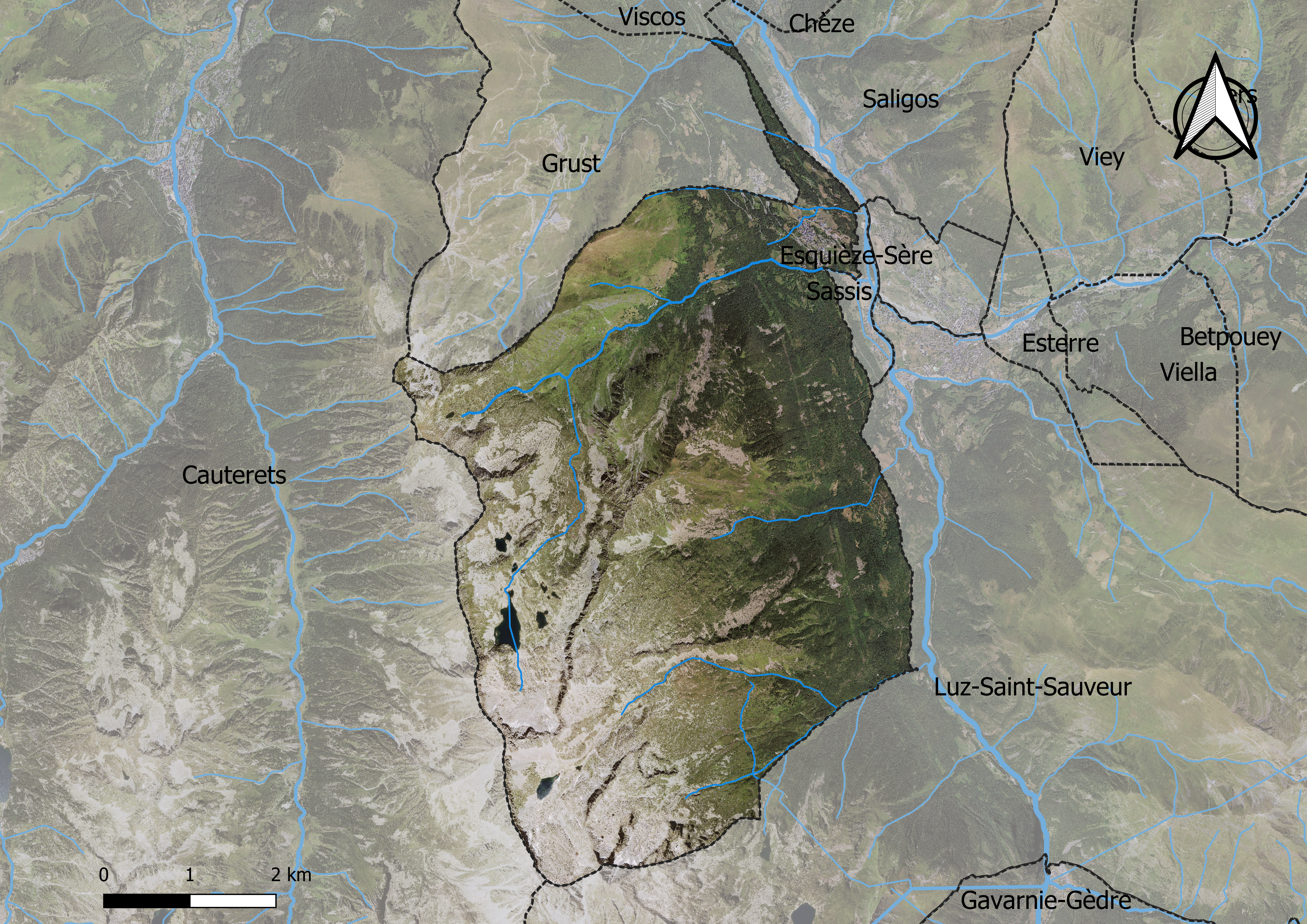
Carte orthophotogrammétrique de la commune.

### Logement
En 2012, le nombre total de logements dans la commune est de 308.

Parmi ces logements, 17,2 % sont des résidences principales, 76,9 % des résidences secondaires et 5,9 % des logements vacants.

### Voies de communication et transports
Cette commune est desservie par les routes départementales D 12 et D 212.

### Risques majeurs
Le territoire de la commune de Sazos est vulnérable à différents aléas naturels : météorologiques (tempête, orage, neige, grand froid, canicule ou sécheresse), inondations, feux de forêts, mouvements de terrains, avalanche  et séisme (sismicité moyenne). Il est également exposé à un risque particulier : le risque de radon. Un site publié par le BRGM permet d'évaluer simplement et rapidement les risques d'un bien localisé soit par son adresse soit par le numéro de sa parcelle.

#### Risques naturels
Certaines parties du territoire communal sont susceptibles d’être affectées par le risque d’inondation par débordement de cours d'eau, notamment La cartographie des zones inondables en ex-Midi-Pyrénées réalisée dans le cadre du XIe Contrat de plan État-région, visant à informer les citoyens et les décideurs sur le risque d’inondation, est accessible sur le site de la DREAL Occitanie. La commune a été reconnue en état de catastrophe naturelle au titre des dommages causés par les inondations et coulées de boue survenues en 1982, 1999, 2009, 2013 et 2021,.
Sazos est exposée au risque de feu de forêt. Un plan départemental de protection des forêts contre les incendies a été approuvé par arrêté préfectoral le 21 avril 2020 pour la période 2020-2029. Le précédent couvrait la période 2007-2017. L’emploi du feu est régi par deux types de réglementations. D’abord le code forestier et l’arrêté préfectoral du 27 octobre 2014, qui réglementent l’emploi du feu à moins de 200 m des espaces naturels combustibles sur l’ensemble du département. Ensuite celle établie dans le cadre de la lutte contre la pollution de l’air, qui interdit le brûlage des déchets verts des particuliers. L’écobuage est quant à lui réglementé dans le cadre de commissions locales d’écobuage (CLE)

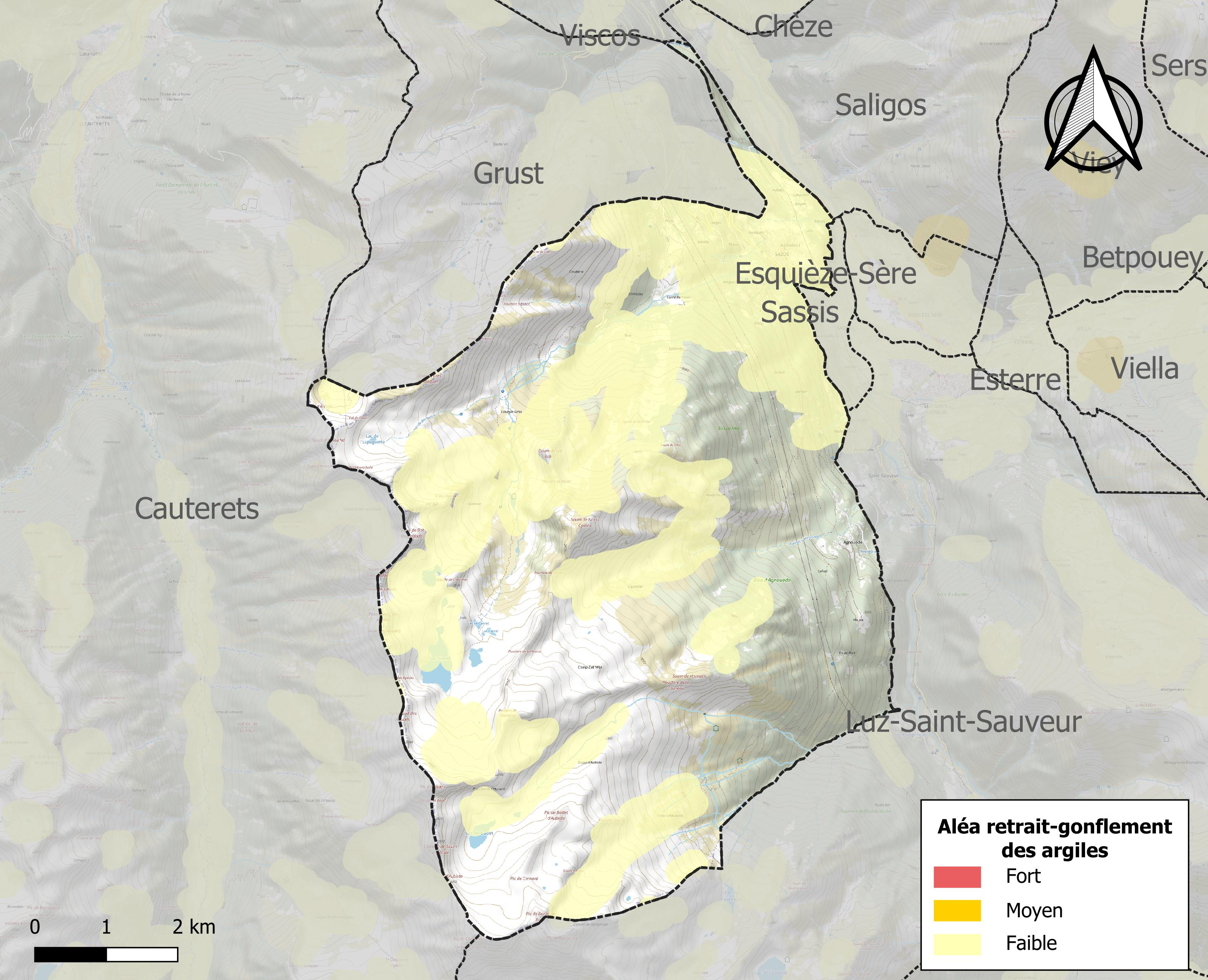
Carte des zones d'aléa retrait-gonflement des sols argileux de Sazos.

Les mouvements de terrains susceptibles de se produire sur la commune sont des mouvements de sols liés à la présence d'argile et des tassements différentiels.
Le retrait-gonflement des sols argileux est susceptible d'engendrer des dommages importants aux bâtiments en cas d’alternance de périodes de sécheresse et de pluie. La totalité de la commune est en aléa faible (44,5 % au niveau départemental et 48,5 % au niveau national). Sur les 169 bâtiments dénombrés sur la commune en 2019, aucun n'est en aléa moyen ou fort, à comparer aux 75 % au niveau départemental et 54 % au niveau national. Une cartographie de l'exposition du territoire national au retrait gonflement des sols argileux est disponible sur le site du BRGM,.
Par ailleurs, afin de mieux appréhender le risque d’affaissement de terrain, l'inventaire national des cavités souterraines permet de localiser celles situées sur la commune.
Concernant les mouvements de terrains, la commune a été reconnue en état de catastrophe naturelle au titre des dommages causés par des mouvements de terrain en 1999, 2013 et 2021.
La commune est exposée aux risques d'avalanche. Les habitants exposés à ce risque doivent se renseigner, en mairie, de l’existence d’un plan de prévention des risques avalanches (PPRA). Le cas échéant, identifier les mesures applicables à l'habitation, identifier, au sein de l'habitation, la pièce avec la façade la moins exposée à l’aléa pouvant faire office, au besoin, de zone de confinement et équiper cette pièce avec un kit de situation d’urgence,.

#### Risque particulier
Dans plusieurs parties du territoire national, le radon, accumulé dans certains logements ou autres locaux, peut constituer une source significative d’exposition de la population aux rayonnements ionisants. Certaines communes du département sont concernées par le risque radon à un niveau plus ou moins élevé. Selon la classification de 2018, la commune de Sazos est classée en zone 3, à savoir zone à potentiel radon significatif.

## Toponymie

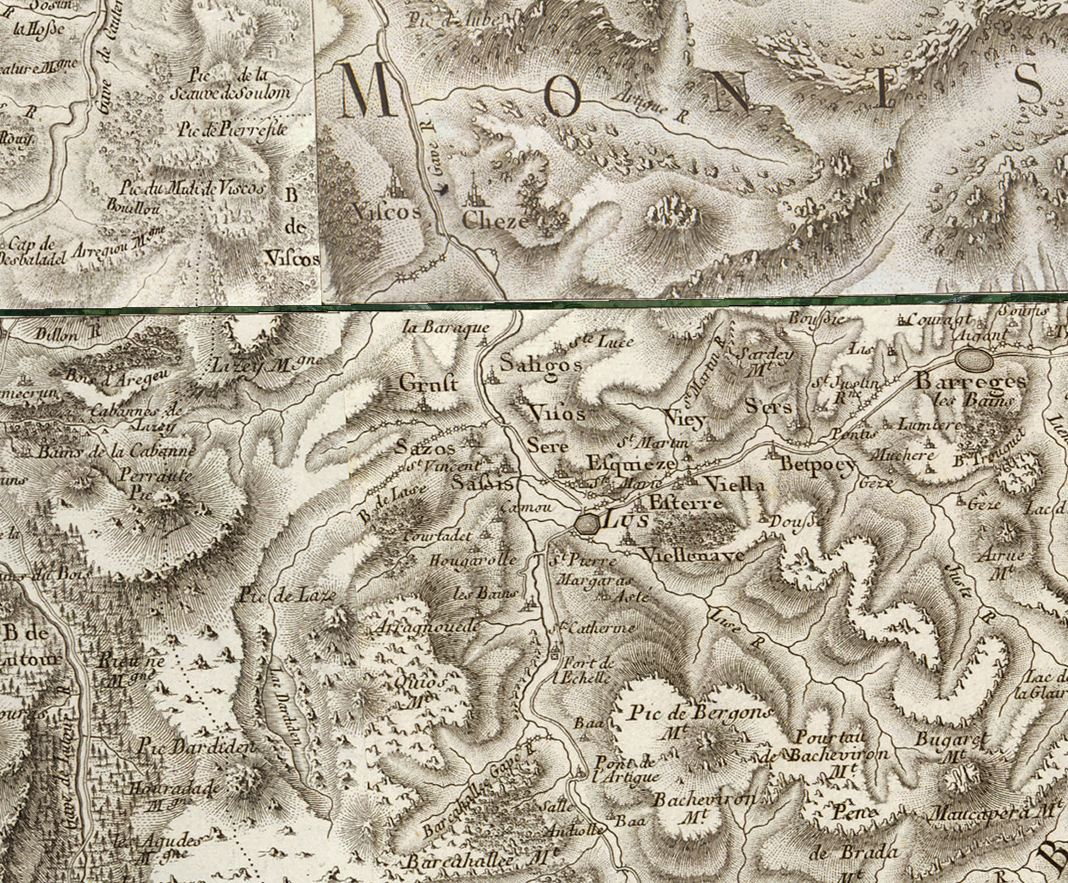
Extrait de la carte de Cassini (entre 1756 et 1789) situant Sazos à l'ouest de Luz-Saint-Sauveur.

On trouvera les principales informations dans le Dictionnaire toponymique des communes des Hautes-Pyrénées de Michel Grosclaude et Jean-François Le Nail qui rapporte les dénominations historiques du village :
Dénominations historiques :
- Sazos (entre 1025 et 1078, cartulaire de Saint-Savin) ;
- Sazos (v. 1075, ibid. ; 1077-1078, ibid. ; XIIe siècle, cartulaires de Bigorre) ;
- Sazos (1285, montre Bigorre ; 1313, Debita regi Navarre) ;
- Sasos (1037 ou v. 1040, livre vert de  Bénac ; 1135-1143, cartulaire de Saint-Savin) ;
- Sasos (XIIe siècle, cartulaires de Bigorre ; 1284, procès Bigorre) ;
- De Sasossio, latin (1342, pouillé de Tarbes ; 1379, procuration Tarbes) ;
- Sazos (1429, censier de Bigorre).

Nom occitan : Sasòs.

## Histoire
Le village relevait des seigneurs de Vergès, patrons et fondateurs de la paroisse Saint-Julien de Sazos.

### Cadastre napoléonien de Sazos
Le plan cadastral napoléonien de Sazos est consultable sur le site des archives départementales des Hautes-Pyrénées.

## Politique et administration

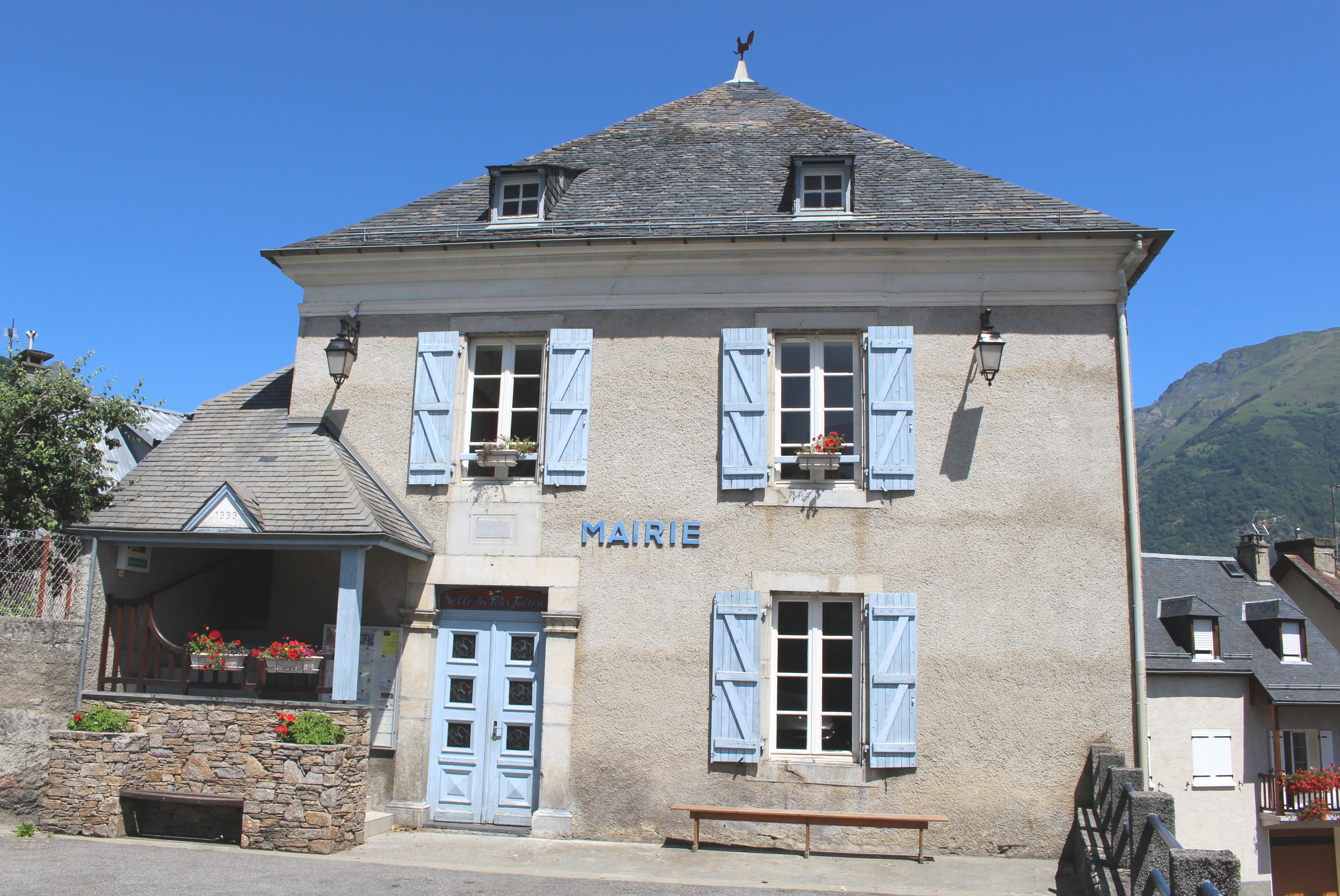
La mairie en 2016.

### Liste des maires
| Période                                  | Période   | Identité          | Étiquette | Qualité |
| ---------------------------------------- | --------- | ----------------- | --------- | ------- |
| Les données manquantes sont à compléter. |           |                   |           |         |
|                                          |           |                   |           |         |
| avant 1981                               | ?         | Michel Guilhamat  |           |         |
| mars 1995                                | mars 2020 | Daniel Borderolle | PRG       |         |
| mars 2020                                | En cours  | Éric Castagne     |           |         |

### Rattachements administratifs et électoraux

#### Historique administratif
Pays et sénéchaussée de Bigorre, Lavedan, Vallée de Barèges, canton de Luz (depuis 1790). Ses quartiers de Sia et de Trimbareilles lui sont enlevés pour être réunis à Luz (1823), puis à Gèdre (1897).

#### Intercommunalité
Sazos appartient à la communauté de communes Pyrénées Vallées des Gaves créée en janvier 2017 et qui réunit 46 communes.

## Population et société

### Démographie

#### Évolution démographique
L'évolution du nombre d'habitants est connue à travers les recensements de la population effectués dans la commune depuis 1793. Pour les communes de moins de 10 000 habitants, une enquête de recensement portant sur toute la population est réalisée tous les cinq ans, les populations de référence des années intermédiaires étant quant à elles estimées par interpolation ou extrapolation. Pour la commune, le premier recensement exhaustif entrant dans le cadre du nouveau dispositif a été réalisé en 2008.

En 2022, la commune comptait 152 habitants, en évolution de +23,58 % par rapport à 2016 (Hautes-Pyrénées : +1,59 %, France hors Mayotte : +2,11 %).
| 1793 | 1800 | 1806 | 1821 | 1831 | 1836 | 1841 | 1846 | 1851 |
| ---- | ---- | ---- | ---- | ---- | ---- | ---- | ---- | ---- |
| 533  | 577  | 587  | 580  | 537  | 546  | 564  | 535  | 537  |

| 1856 | 1861 | 1866 | 1872 | 1876 | 1881 | 1886 | 1891 | 1896 |
| ---- | ---- | ---- | ---- | ---- | ---- | ---- | ---- | ---- |
| 543  | 533  | 517  | 504  | 512  | 503  | 507  | 512  | 502  |

| 1901 | 1906 | 1911 | 1921 | 1926 | 1931 | 1936 | 1946 | 1954 |
| ---- | ---- | ---- | ---- | ---- | ---- | ---- | ---- | ---- |
| 412  | 422  | 391  | 383  | 382  | 315  | 311  | 264  | 238  |

| 1962 | 1968 | 1975 | 1982 | 1990 | 1999 | 2006 | 2008 | 2013 |
| ---- | ---- | ---- | ---- | ---- | ---- | ---- | ---- | ---- |
| 218  | 204  | 159  | 147  | 141  | 128  | 112  | 108  | 118  |

| 2018 | 2022 | - | - | - | - | - | - | - |
| ---- | ---- | - | - | - | - | - | - | - |
| 135  | 152  | - | - | - | - | - | - | - |

### Enseignement
La commune dépend de l'académie de Toulouse. Elle ne dispose plus d'école en 2016. Les enfants sont donc emmenés aux écoles de Luz-Saint-Sauveur ou Esquièze-Sère.

## Économie

### Emploi
|                | 2008  | 2013  | 2018  |
| -------------- | ----- | ----- | ----- |
| Commune        | 2,8 % | 1,3 % | 5,4 % |
| Département    | 7,7 % | 9,4 % | 9,8 % |
| France entière | 8,3 % | 10 %  | 10 %  |

En 2018, la population âgée de 15 à 64 ans s'élève à 93 personnes, parmi lesquelles on compte 77,4 % d'actifs (72 % ayant un emploi et 5,4 % de chômeurs) et 22,6 % d'inactifs,. Depuis 2008, le taux de chômage communal (au sens du recensement) des 15-64 ans est inférieur à celui de la France et du département.
La commune est hors attraction des villes,. Elle compte 19 emplois en 2018, contre 21 en 2013 et 16 en 2008. Le nombre d'actifs ayant un emploi résidant dans la commune est de 69, soit un indicateur de concentration d'emploi de 27,5 % et un taux d'activité parmi les 15 ans ou plus de 68,5 %.
Sur ces 69 actifs de 15 ans ou plus ayant un emploi, 18 travaillent dans la commune, soit 26 % des habitants. Pour se rendre au travail, 76,8 % des habitants utilisent un véhicule personnel ou de fonction à quatre roues, 4,3 % les transports en commun, 5,7 % s'y rendent en deux-roues, à vélo ou à pied et 13 % n'ont pas besoin de transport (travail au domicile).

## Culture locale et patrimoine

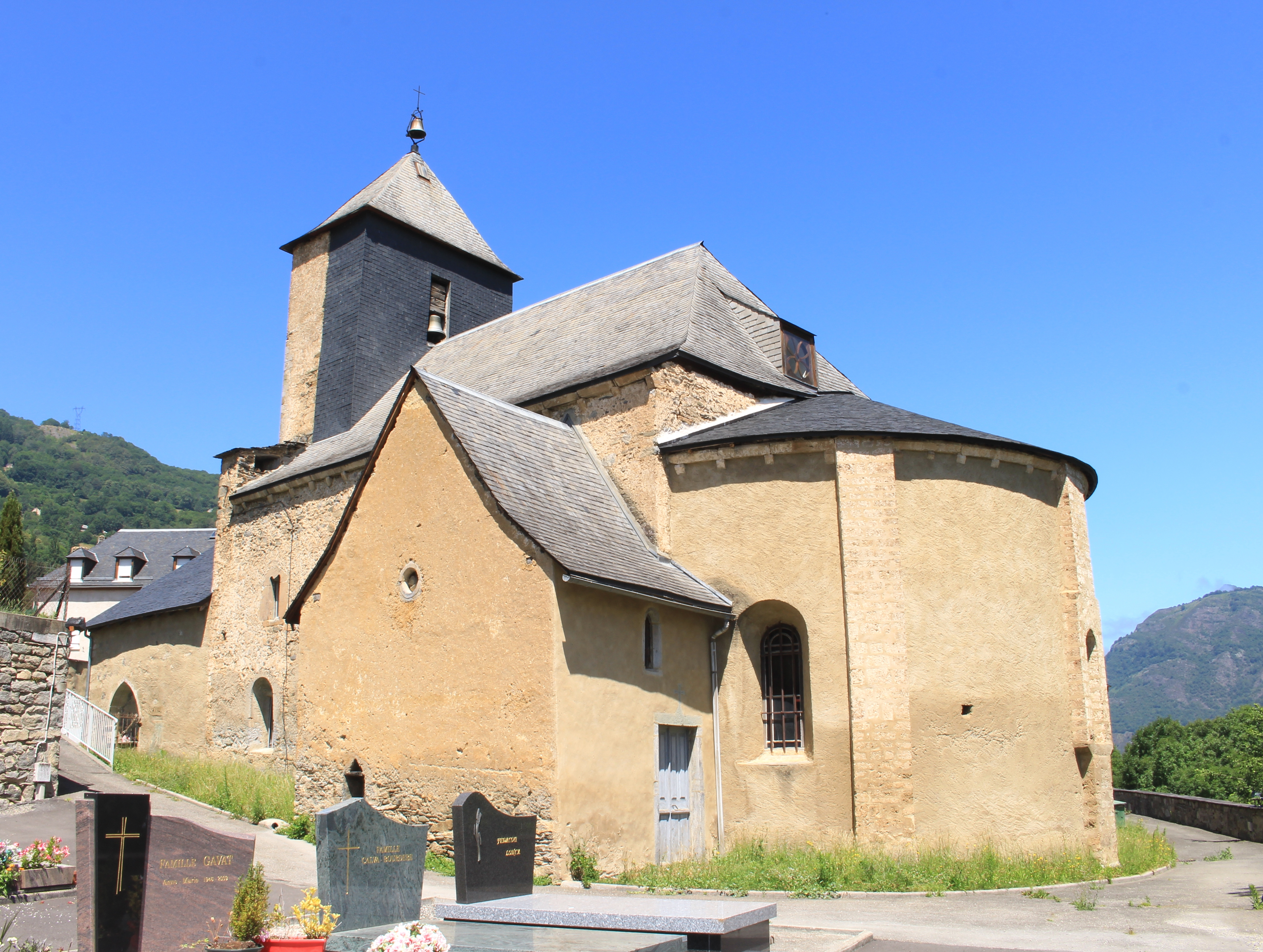
L'église Saint-Julien en 2016.

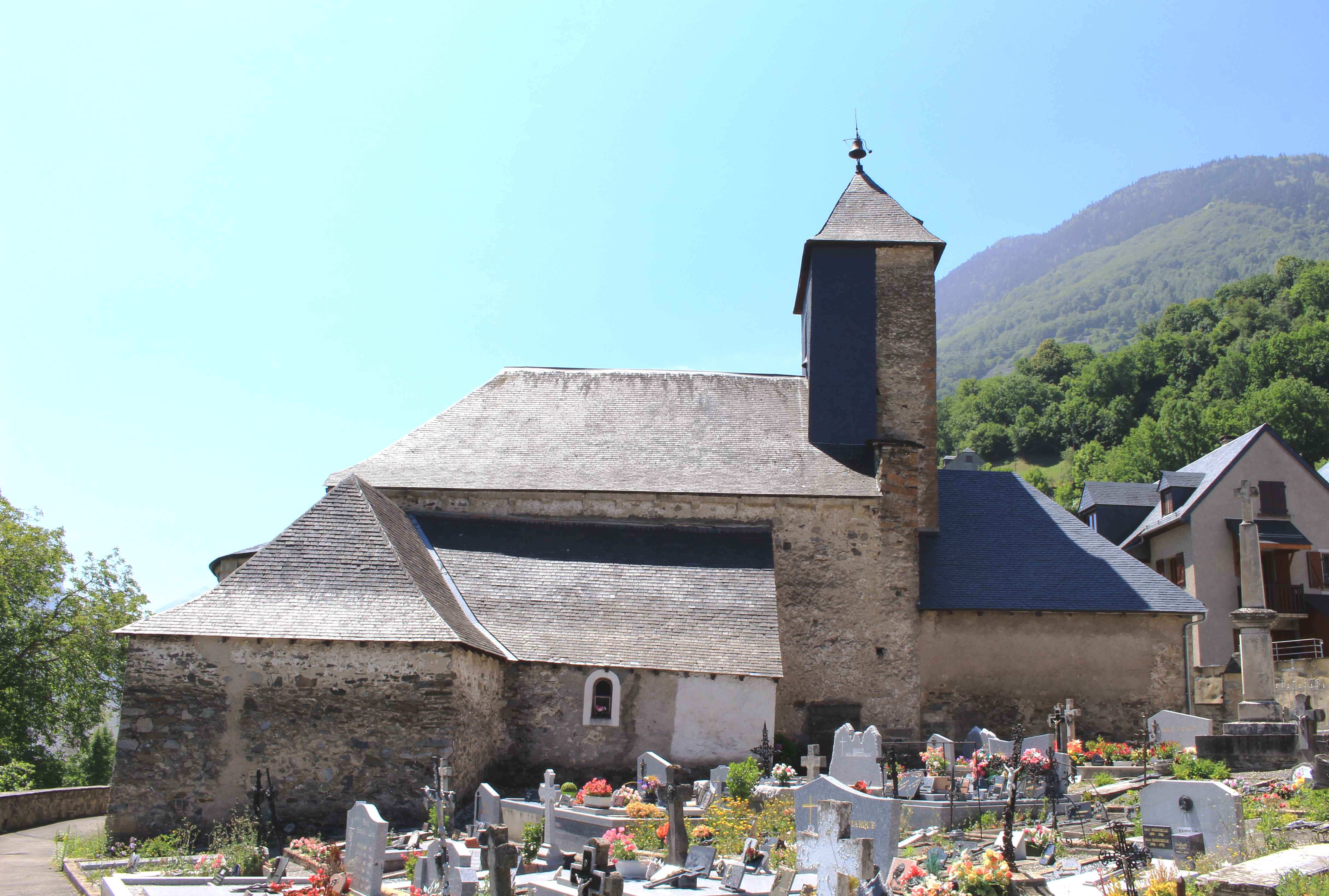
L'église.

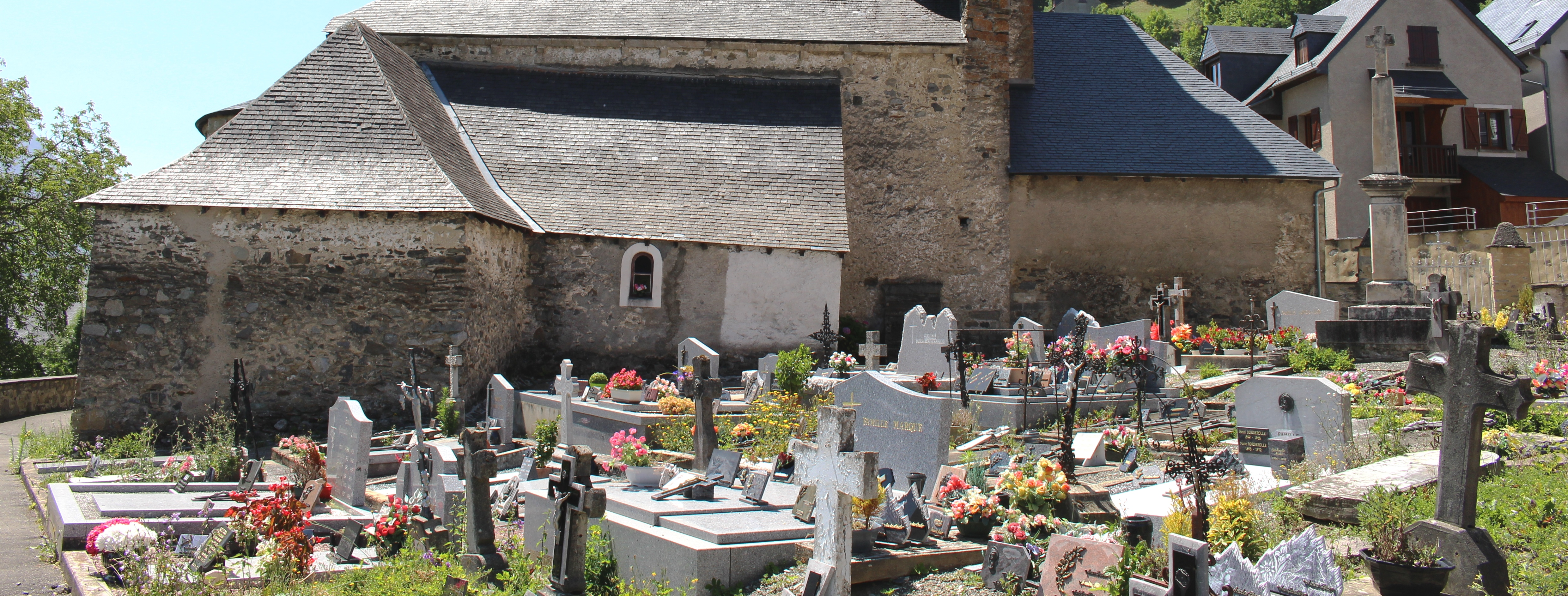
Le cimetière.

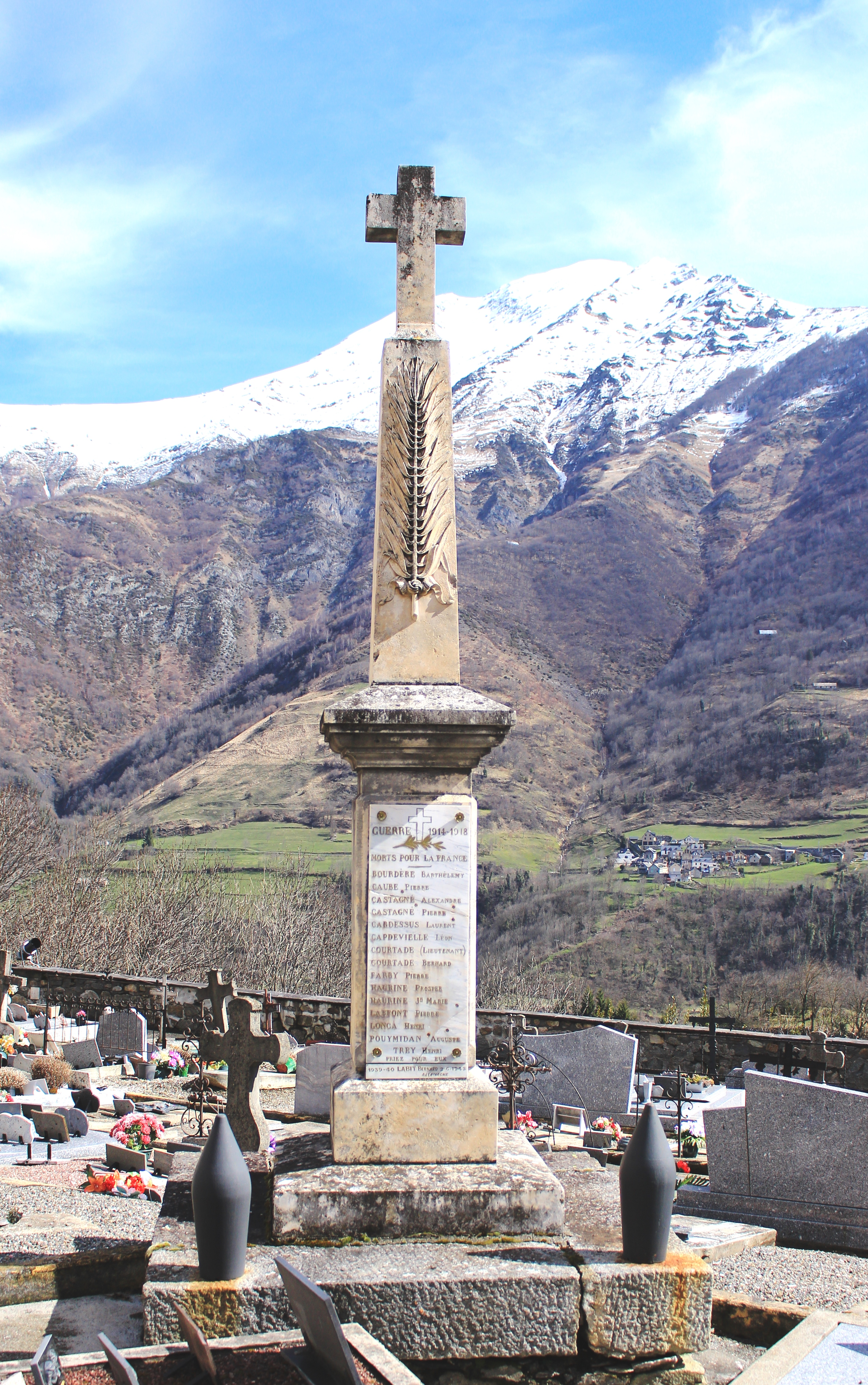
Le monument aux morts municipal.

### Lieux et monuments
- Église Saint-Julien de Sazos, XIIe siècle[54]. Église ancienne dont les caractéristiques manifestent de nombreux remaniements, comme le rehaussement de la voûte en berceau et l'adjonction d'une galerie de chaque côté de la nef.
  - Le magnifique portail et le tympan roman sont protégés par un genre de narthex fermé (il faut donc entrer pour voir).
  - Des peintures murales ont été découvertes et sont en cours de restauration. D'un côté Adam et Eve se partageant le fruit de l'arbre au milieu du Paradis ; de l'autre un cavalier (saint Georges ?) terrassant de sa lance un monstre légendaire (dragon ?)
  - On y trouve un retable et tabernacle du XVIIe siècle de l'atelier Soustre. Ce retable cache une curieuse fenêtre percée dans un contrefort situé sur l'axe principal de l'église, comme on peut le voir de l'extérieur.
- Lavoirs : du centre et du nord
- Moulin.

Sélection de vues des équipements municipaux
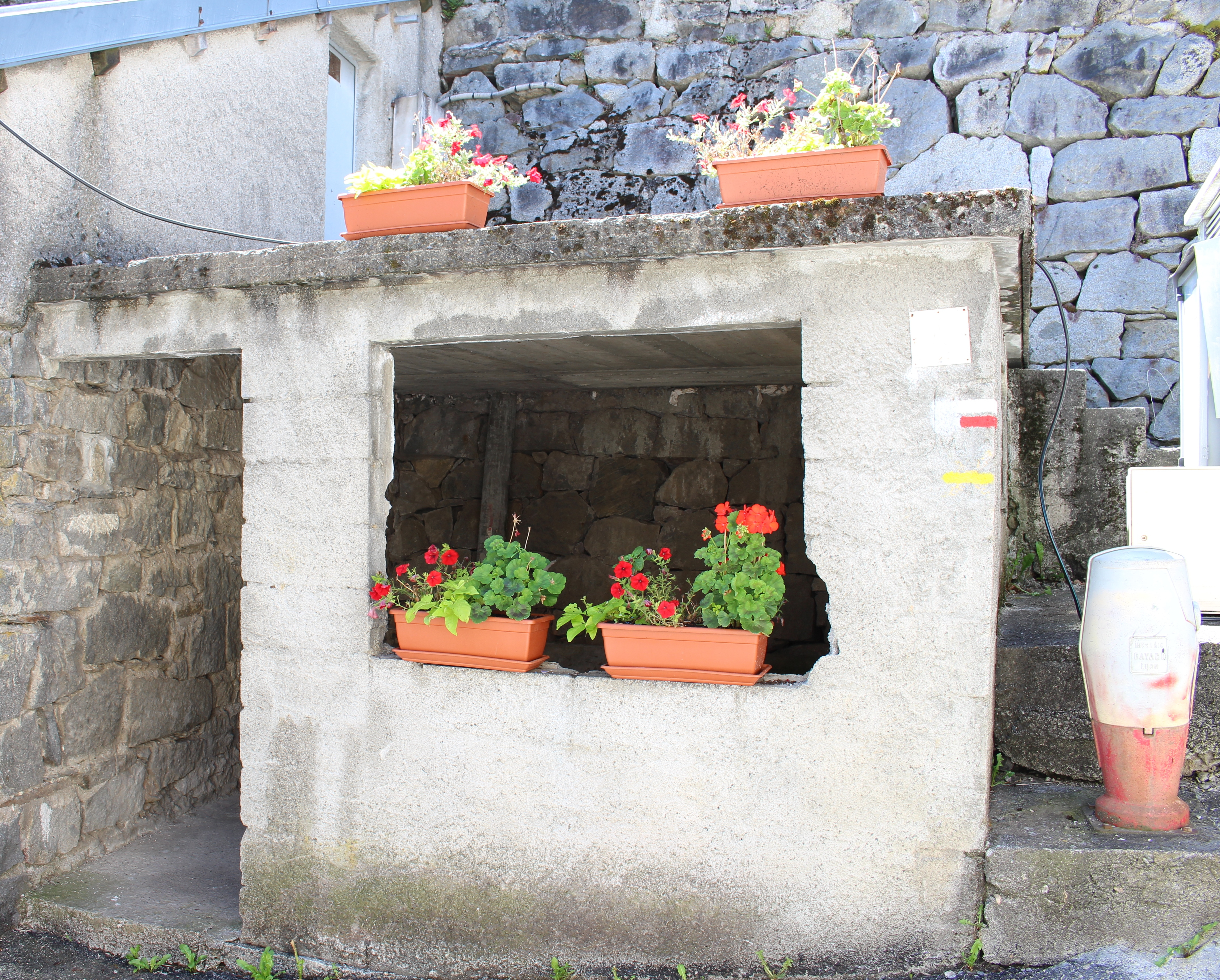
Le lavoir du centre.
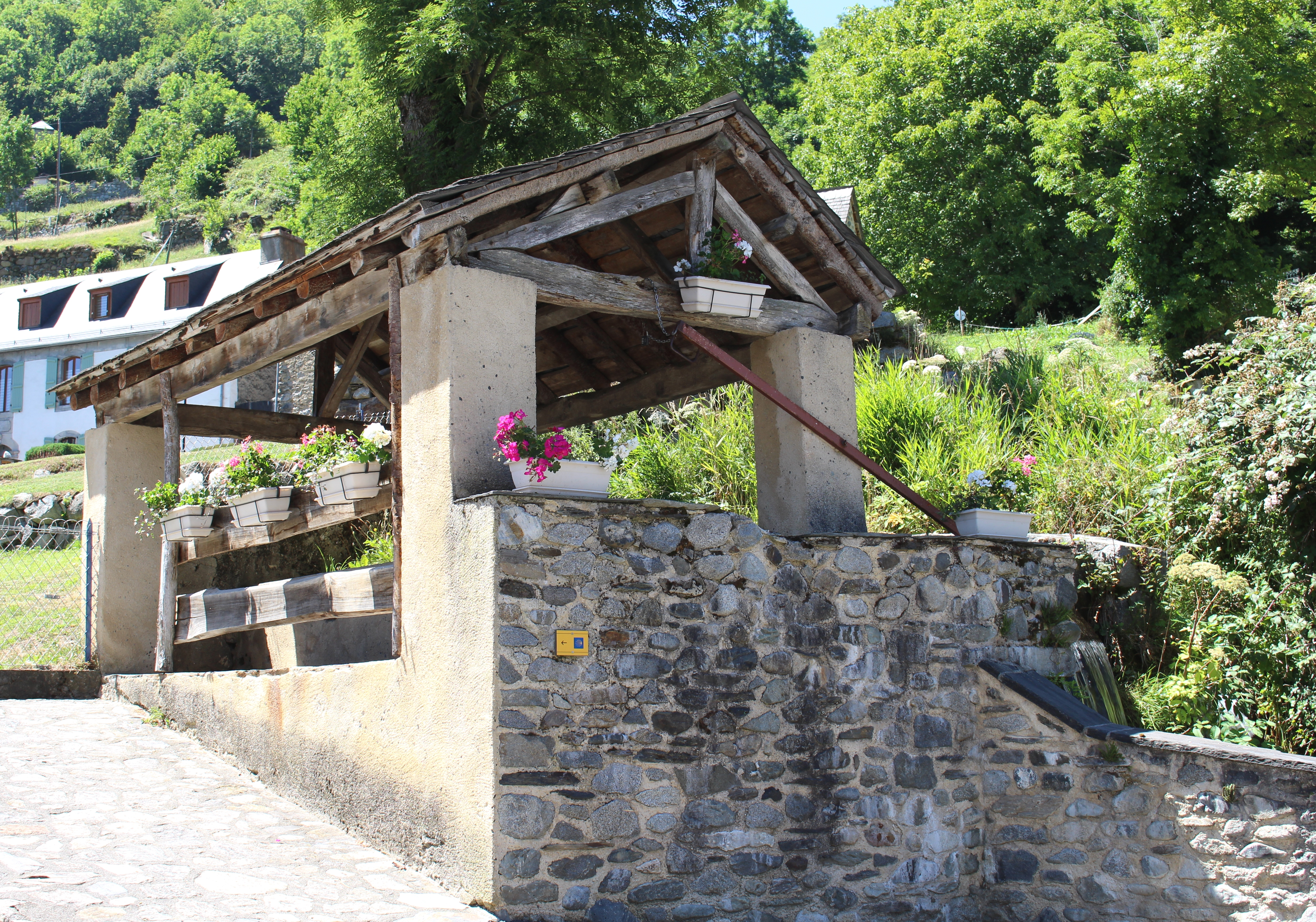
Le lavoir du nord.
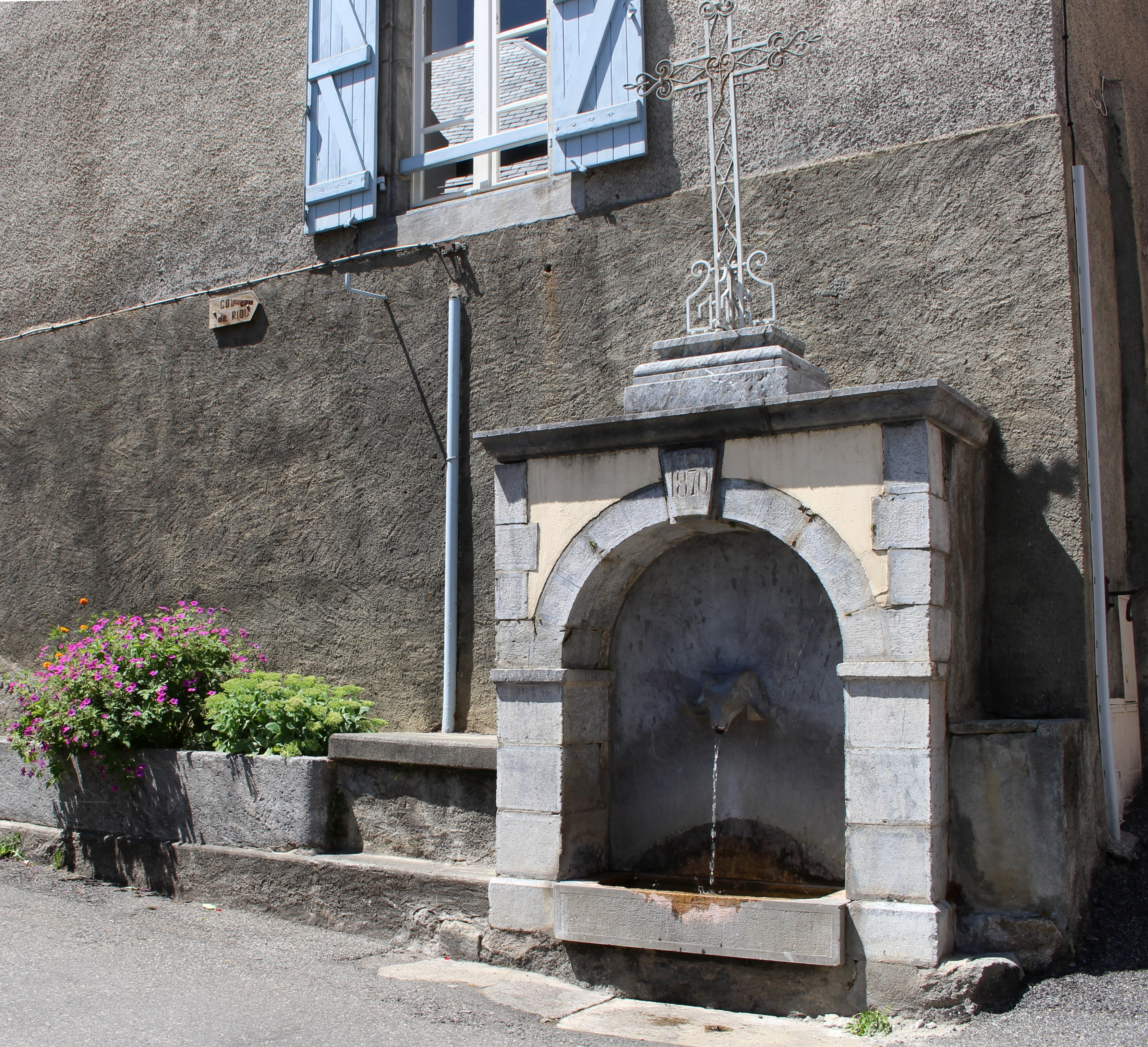
La fontaine sur le GR 10.
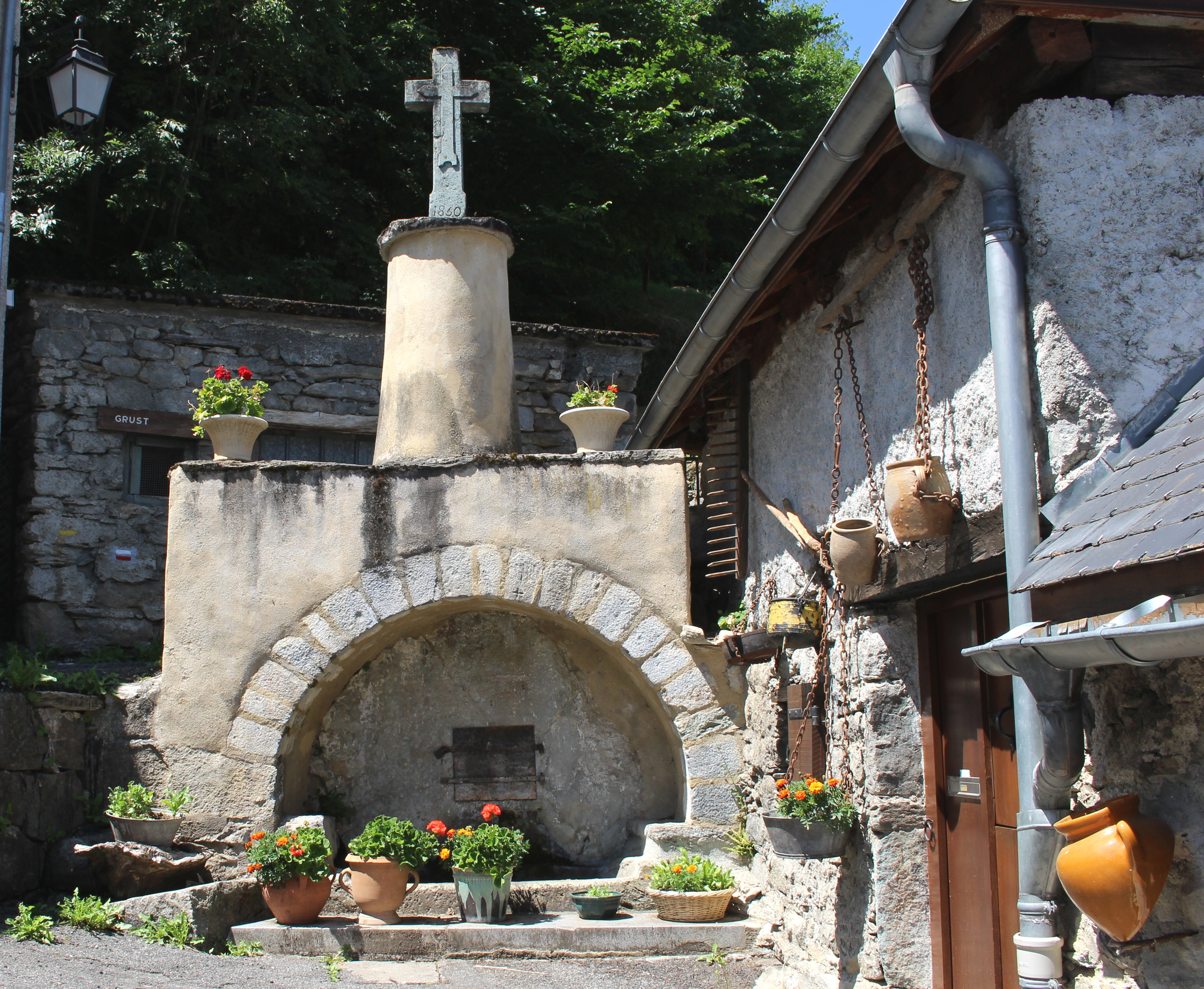
La fontaine du centre.
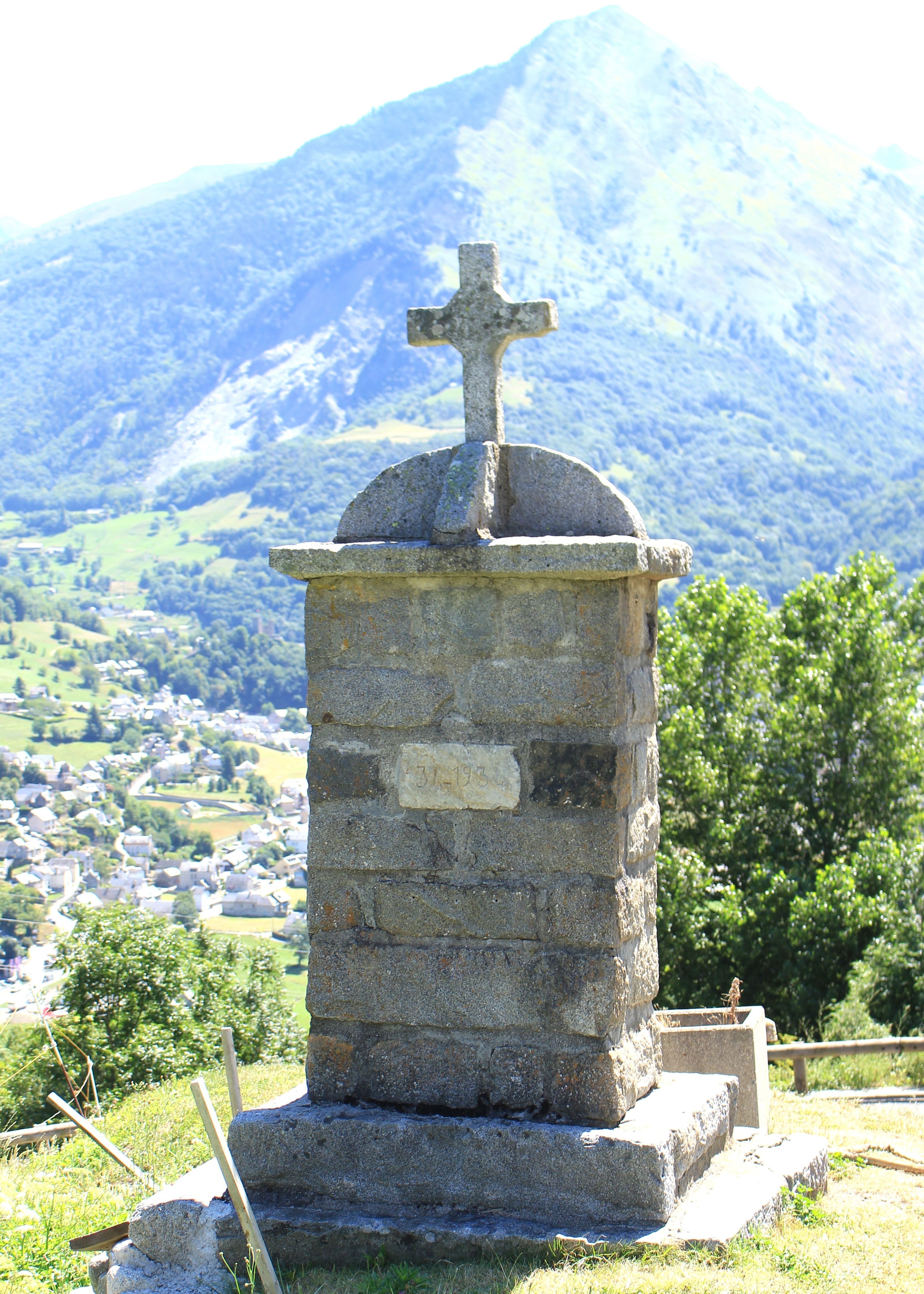
La croix Saint-Vincent.

### Personnalités liées à la commune
- Pierre III de Sazos, 24e abbé de Saint-Savin de Lavedan de 1292 à 1298[55].

### Héraldique
| Blason | Blasonnement : D'azur à la fasce ondée d'argent, au chef d'or chargé d'une clarine de gueules accostée de deux fleurs de lys de même. Commentaires : Modification des émaux des meubles du chef adoptée en décembre 2012. |